# 上田丸子電鉄モハ5370形電車
上田丸子電鉄モハ5370形電車（うえだまるこでんてつモハ5370がたでんしゃ）は、上田丸子電鉄（後の上田交通）に在籍した電車（制御電動車）である。
導入当初モハ5260形の形式称号が付与されたが、後年の改造に伴ってモハ5360形と改称・改番され、さらに車体換装に際してモハ5370形と再び改称・改番された。

## 概要
1954年（昭和29年）12月と1955年（昭和30年）3月の二度にわたって、日本国有鉄道（国鉄）より木造車体の買収国電を2両導入し、モハ5260形5262・5263として導入した。車両番号（以下「車番」）が1を起番する形とならなかったのは、同2両の導入当時、既にモハ5260形5261（初代）が在籍し、上田丸子電鉄における車番付番要領（上田交通#車両を参照）に則って続番が付与されたことによるものである。
モハ5262は、1926年（大正15年）に信濃鉄道（現：大糸線）が日本車輌製造において新製したデハ1形5を出自とする。1937年（昭和12年）の信濃鉄道国有化に際して国鉄籍へ編入され、モハ20形20004と国鉄制式形式へ改称・改番された。その後1953年（昭和28年）の形式称号改訂に際してモハ1100形1102と、さらに翌1954年（昭和29年）に電装解除されてクハ5110形5110とそれぞれ改称・改番されたのち、さらにクハ5100形5100との間で車番の振替を実施、同年11月17日付認可で上田丸子電鉄へ導入された。
モハ5263は、前述信濃鉄道デハ5と同一構造の車両ながら、傍系事業者の池田鉄道が1926年（大正15年）に日本車輌製造において新製したデハ1形2を出自とする。池田鉄道の運行経費節減を目的とした動力変更・ガソリンカー導入に伴って信濃鉄道へ譲渡され、デハ1形1（2代）と改番・統合された。国有化に伴う国鉄籍編入に際してはモハ20形20001となり、さらに1953年（昭和28年）の形式称号改訂に際してモハ1100形1101と改称・改番され、1955年（昭和30年）6月8日付認可で上田丸子電鉄へ導入された。
導入に際してはモハ5262（国鉄クハ5100）の再電装・電動車化が実施され、モハ5262は架線電圧1,500Vの真田傍陽線専用車両として竣功したが、モハ5263については架線電圧750Vの別所線においても運用を可能とするため、主回路を複電圧対応とした。

## 運用
当初、モハ5262は1500V専用車として真田傍陽線へ、モハ5263は1500V/750Vの複電圧対応車として別所線へそれぞれ配属されたが、後にモハ5262も主回路を複電圧対応とする改造を実施、別所線へ転属した。
1958年（昭和33年）に、真田傍陽線への導入を予定したモハ4250形4255・4256（元国鉄モハ1500形1501・1504）の整備に際して、連続急勾配が続く真田傍陽線向けでは間接自動制御器は不向きの為同2両が従来搭載した電空カム軸式の間接自動制御器と、モハ5262・5263が搭載する間接非自動制御器を交換することとなり、施工後モハ5262・5263はモハ5360形5362・5363と改称・改番された。再び車番が1を起番する形とならなかったのは、当時既にモハ5360形5361が在籍していたことによるものである。
さらに、同時期老朽化が著しくなった木造車体を、小田急電鉄が同社クハ1650形1651 - 1653の車体更新に際して不要となった旧車体のうち2両分を譲り受けて換装する車体更新工事が実施され、1960年（昭和35年）に東横車輛碑文谷工場において施工された。
流用した旧車体については、両運転台構造化のほか、片側3箇所備える客用扉のうち両端の扉を側窓1つ分中央寄りへ移設し、従来車体裾部から台枠が露出した構造であったものを車体裾部外板を下部へ延長する形で台枠を見えなくし、その他客用扉を木製扉から鋼製扉へ交換するなど、多岐にわたる改造が実施された。また、車体換装に伴って全長が17m級となったことから、上田丸子電鉄における車番付番要領に則ってモハ5370形5371・5372と改称・改番された。
改造後の同2両は引き続き別所線へ配属され、収容力の大きさから主に朝夕の多客時間帯に単行もしくは制御器が同じく国鉄式の電空カム軸式の上田交通クハ250形電車クハ252と連結して運用された。
1970年　(昭和45年)　に2両は丸子線の廃止で余剰になったモハ4360形と台車を交換した。またモハ5372は1983年に台車を上田交通モハ5270形電車クハ271（二代目）と交換した。1986年（昭和61年）に実施された別所線の架線電圧1,500V昇圧の前日となる9月30日まで運用されたのち、モハ5371・5372とも昇圧当日の同年10月1日付で廃車となった。